# Juan de Zurbarán

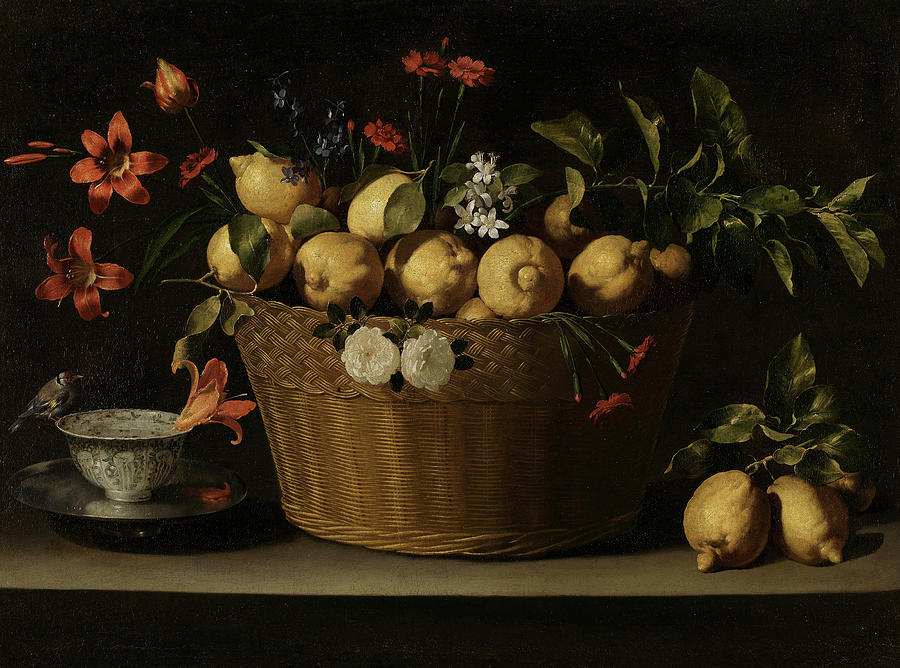
Juan de Zurbarán: Stillleben mit Zitronen im Weidenkorb, 1643, National Gallery, London

Juan de Zurbarán (* 23. Juni 1620 in Llerena (Badajoz); † 8. Juni 1649 in Sevilla) war ein spanischer Maler des Siglo de Oro.

## Leben
Seine Eltern waren der bedeutende spanische Maler Francisco de Zurbarán und dessen erste Frau María Páez, welche bereits starb, als Juan erst 3 Jahre alt war. In der Folge wuchsen er und seine zwei leiblichen Schwestern, María (* ca. 1617) und Isabel Paula (* 1623) in der Obhut von seines Vaters zweiter Frau, Beatriz de Morales, auf.
Die Malerei erlernte Juan in der Werkstatt seines Vaters, war jedoch bereits Ende der 1630er Jahre ein selbständiger Maler. Das erste seiner wenigen erhaltenen signierten Gemälde, ein Stillleben mit Trauben (Privatsammlung, Bordeaux), malte er 1639, mit 19 Jahren.
Im August 1641 heiratete er Mariana de Quadros, die Tochter eines reichen Prokurators der Real Audiencia von Sevilla, die eine Mitgift von 50 000 reales in die Ehe mitbrachte. Das Paar hatte mindestens zwei Kinder, den Sohn Francisco Máximo (* 1642) und eine Tochter Antonia (* 1644).
Der begabte junge Maler war gebildet und kultiviert und hatte gewisse aristokratische Allüren, weshalb er sich grundsätzlich als “Don Juan de Zurbarán” ansprechen ließ und auch Bilder so signierte. Offenbar liebte er auch das Tanzen und war ein Schüler des Tanzmeisters José Rodríguez Tirado; 1642 erschien außerdem ein Gedicht von Zurbarán in Juan de Esquivels Discursos sobre el arte del danzado („Diskurse über die Kunst zu Tanzen“). Der Maler lebte vermutlich etwas über seine Verhältnisse und hatte die beachtliche Mitgift seiner Frau bereits in wenigen Jahren aufgebraucht.
Er starb 1649 mit nicht einmal 29 Jahren während einer verheerenden Pest-Epidemie, die große Teile der Bevölkerung Sevillas dahinraffte, und wurde am 8. Juni des Jahres begraben. Damit wurde eine äußerst vielversprechende künstlerische Karriere vorzeitig beendet.

## Werk und Stil

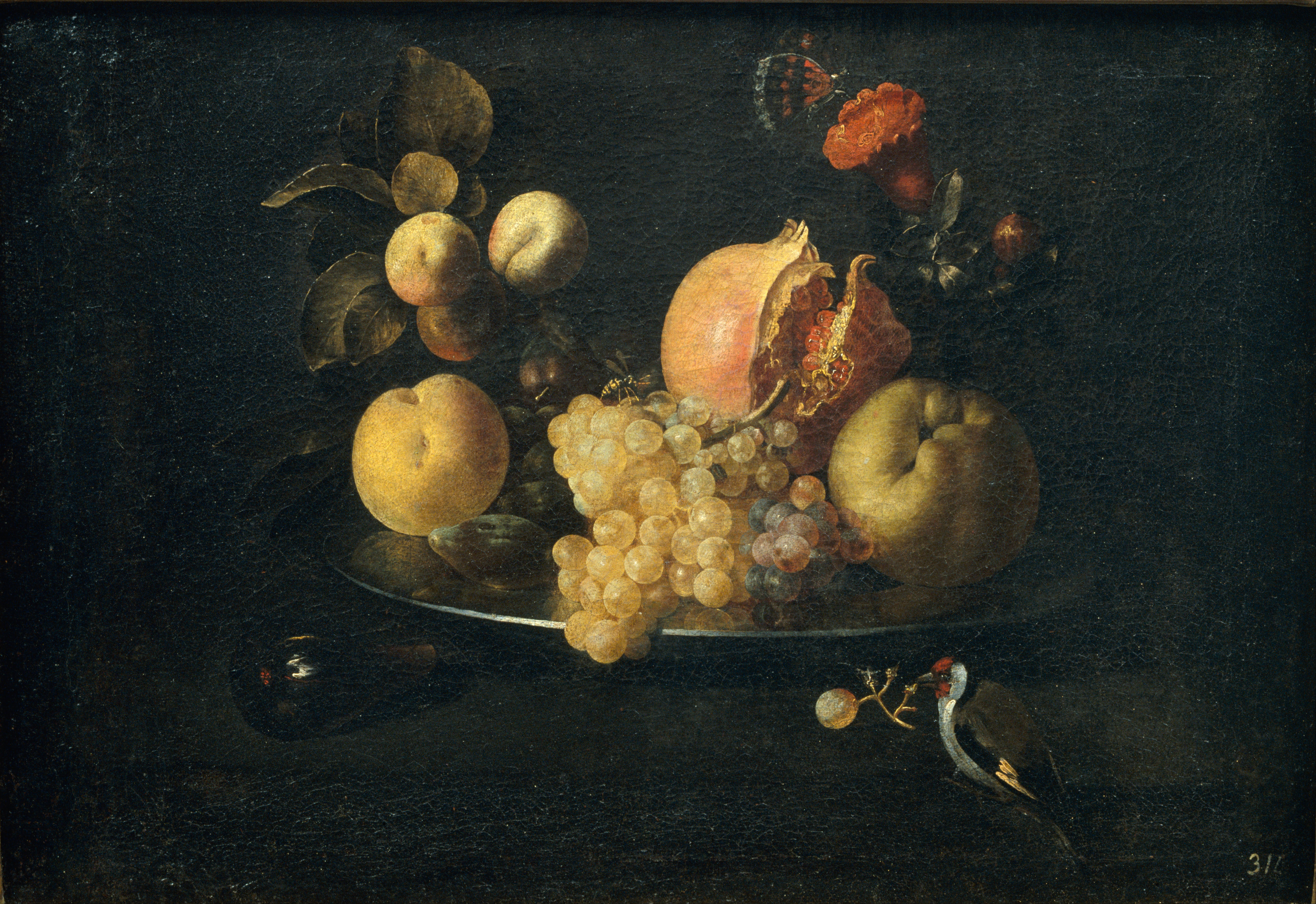
Juan de Zurbarán (zugeschrieben): Stillleben mit Obst und Distelfink, Öl auf Leinwand, 40 × 57 cm, Museu Nacional d’Art de Catalunya, Barcelona. Das Gemälde wurde früher Pedro de Camprobín zugeschrieben.

Juan de Zurbarán stand bis ins 20. Jahrhundert im Schatten seines berühmten Vaters, gilt aber mittlerweile als einer der besten und originellsten Stilllebenmaler seiner Zeit in Sevilla. Er malte vor allem Obst und Porzellan; in alten Dokumenten wird auch ein Bild mit toten Rebhühnern erwähnt.
Dabei sind nur drei signierte Gemälde von ihm erhalten, die alle von auffällig hoher Qualität sind: Neben dem bereits erwähnten Bild von 1639 in Bordeaux befindet sich ein 1640 datiertes Stilleben mit Schokoladenservice in Kiew (Museum für westliche und Orientalische Kunst). Das letztere Gemälde hielt man ursprünglich für ein Werk seines Vaters, bis bei einer Reinigung im Jahre 1938 die Signatur des jüngeren Zurbarán gefunden wurde. Es ist auch auf einer Briefmarke der Ukraine abgebildet.
Das dritte signierte Gemälde ist ein Stillleben mit Früchtekorb und Kardone in der Gösta Serlachius Fine Arts Foundation in Mänttä (Finnland); es trägt die Signatur “D. Juan de Zurbarán, faciebat/1643”.
Auf der Grundlage der genannten Werke werden dem Künstler einige andere Gemälde zugeschrieben, darunter ein Stillleben mit Granatapfel und Trauben, das heute im Besitz des Prado ist und dessen Komposition etwa zur Hälfte mit dem Bild in Mänttä übereinstimmt; es zeigt auf der rechten Seite anstelle des Kardone ein Brötchen, weitere Früchte und einen Metallteller mit einem Kelch aus Ton („búcaro“). Das Gemälde im Prado ist unsigniert, wird aber aufgrund der starken Ähnlichkeiten mit dem „finnischen“ Gemälde als Werk Juan de Zurbaráns angesehen.
Stilistisch geht Juan de Zurbarán grundsätzlich von der Stilllebenkunst seines Vaters aus, die Objekte werden in einem tenebristischen Kontext vor sehr dunklen Hintergründen und mit effektvoller Beleuchtung gezeigt. Zu Juans persönlicher Maltechnik gehörte die Verwendung von bräunlichen Lasuren für Schattenzonen, die allerdings mit der Zeit deutlich nachgedunkelt sind. Über das Vorbild seines Vaters ging er früh hinaus, unter anderem durch eine lockerere, realistisch wirkende Gruppierung der Objekte. Sein Stil ist insgesamt weniger streng und asketisch, die Pinselführung malerisch. Seine Kompositionen sind einfallsreich und elegant, die Darstellung verschiedener Oberflächenstrukturen, wie beispielsweise von schimmernden Metalltellern, Porzellan, Tonwaren oder Obst, überzeugend und brillant. Jordan hält aufgrund einiger Eigenheiten des „finnischen“ Stilllebens, wie einer gewissen Dramatik von Komposition, Kolorit und Lichtführung, eine Beeinflussung durch neapolitanische Stilllebenmaler für möglich, eventuell durch Luca Forte, dessen Werke ab den 1640er Jahren in spanischen Sammlungen erwähnt werden.
Daneben ist dokumentarisch nachgewiesen, dass Juan de Zurbarán auch religiöse Bilder malte, beispielsweise 1644 für die Rosenkranz-Bruderschaft von Carmona. Doch ist von diesem Teil seines Werks nichts erhalten oder identifiziert.